# つれないほど青くて あざといくらいに赤い
『つれないほど青くて あざといくらいに赤い』（つれないほどあおくて あざといくらにあかい）は、tomomiによる日本の漫画作品。「となりのヤングジャンプ」（集英社）にて、2021年8月9日から2025年7月25日まで連載。好奇心の強い一年生の男子高校生・知山アラタと謎深き先輩・速水ミハヤとの出会いから始まるカリギュラ効果的深淵系ラブストーリー。

## あらすじ
気になったことは何でも確かめねば気が済まないほど好奇心が強い高校一年生の知山アラタは転校先の高校である日、着替え中の一人の先輩と出会う。初めて会ったときは女子の制服、次に会ったときは男子の体操着を着て男子と混じって体育の授業を受けるその先輩・速水ミハヤに対して性別の疑問に加え、自身の中で得体のしれぬ感情を抱えるようになったアラタはミハヤに誘導された男子トイレの個室で様々な感情が縺れた疑問をぶつけ、そこでミハヤから「私が卒業するまでの一年間君が一度もケダモノにならなかったら君の望む形で何でも答えてあげる」という賭けを提案され、それを受け入れたアラタとミハヤの奇妙な日常が幕を開ける。

## 登場人物
声はPV版のもの（2022年1月19日公開）
知山アラタ（ともやま アラタ）
一年生の男子高校生。気になったことは通っている高校の全てから心霊スポットに些細な噂やゴキブリの味まで確かめねば気が済まず、転校生の気持ちを知りたくて高校を転校し、先輩の速水ミハヤの性別を知るためにミハヤが許せばトイレにまで同行しようとする好奇心旺盛な少年。強すぎるその好奇心を自身の過ぎた持病と自覚する。
ある日、全てを調べ切ったと思っていた校内で初めて見る扉を開いた際に着替えをする女子の制服を着た一人の先輩に出会ったことで謎の感情を覚え、次に会った時には男子の体操着を着て男子と体育の授業を受け、授業後も男子の制服に身を包んだその先輩・速水ミハヤに対する感情を加速させたアラタはミハヤから持ち掛けられた賭けに乗り、ミハヤの心も身体も秘密も手にするための毎日が始まる。口癖は「っす」
速水ミハヤ（はやみ ミハヤ）
声 - 佐倉綾音・村瀬歩
アラタが転校した高校の三年三組に在籍する人物。時には男子、時には女子の制服で登校し、その時々で一人称も「僕」「私」と変わる先輩。アラタの同級生たちはミハヤの性別も素性も誰も知らず、様々な噂が付きまとうアラタが通う高校の「七不思議」の一つにも数えられる人物。
第一問でアラタが自分の卒業までの一年間に一度も「ケダモノ」にならなかったらアラタに自分の性別から正体、全てを確かめる機会をあげるという賭け（第六問では自分たちの全てを賭けたゲームとしている）を持ちかけ、この日から二人の奇妙な日常が始まる。
猫
第六問にて公園で死んでいた猫。生前はミハヤと交流があり、アラタと似て好奇心の旺盛な子だったとミハヤに語られており第七問でアラタはその記憶を夢に見る。ミハヤを「寂しがり屋の友」と呼び、アラタにミハヤとの日々を「存外に悪くない暇つぶしであった」と遺言を託す。
性別は雄、体毛は顔以外の描かれている部分は全て黒。
中園ナツメ（なかぞの ナツメ）
一年三組の女生徒。ミハヤを「七不思議先輩」と呼び、ミハヤからは「野良猫」「泥棒猫」と呼ばれる。アラタ同様好奇心が強く、不思議を確認するためには学校の屋上から飛び降りるなど、捨て身の執着心とそれ以上の好奇心を持つ人物。アラタを同類とみなし幾度となく協力しようとする。
第二答では視察として単独で母校を訪れ校長と面談後、志藤ハスミに校内を案内されている。
アラタの母
第十一問に登場。アラタからは今の母さんと呼ばれる。
志藤ハスミ（しどう ハスミ）
第二答に登場。母校を訪れたOGのナツメに指名され校内の案内と七不思議の近況を伝える女生徒。面識がないのに校内の案内を指名されたことをナツメに対して訝しんだ際、「視えてる仲間だから」と返される。
犬飼（いぬかい）
二年二組の女生徒。新聞部と速水ファン倶楽部に所属。
為水ショウコ（ためみず ショウコ）
三年二組所属の女生徒。新聞部部長兼速水ファン倶楽部会長。

## 七不思議・噂
アラタとミハヤが通う高校に伝わる七不思議や不思議の噂

### 七不思議
化学室
人の居ない化学室。何かに呼ばれても入ってはならない。
男子トイレ
一階の男子トイレ。二番目の個室は上から覗いてはいけない。
学校の屋上
放課後、異世界と繋がることがある。だから行ってはならない。放課後4時44分に校舎の三階を反時計回りに三回、屋上の扉の前で「私をそちらの世界へ連れて行って下さい」と唱えると、異世界に繋がることがある。と、噂される。
白い花
人の居ない体育館に咲く花。もしその花を見つけても触れてはいけない。
速水先輩
「速水先輩」について知ってはいけない。
四つん這いの男子生徒
放課後に七不思議について話していると、何処からか鬼の顔をした四つん這いの男子生徒が追いかけて来る。第二答にて志藤ハスミが母校を訪れた中園ナツメに語る七不思議。

### 噂
姿見鏡
深夜二時、校舎二階東踊り場の姿見鏡にて「未来の自分と交信する方法」。七不思議ではなくいつかの噂の一つ。
裏山の廃校
現役時代から様々な噂があったとされる建物。肝心の噂の内容は誰も覚えていない。

## PV
2022年1月19日の1巻発売日にミハヤを佐倉綾音と村瀬歩が演じるPVがYouTubeのヤンジャンTVにて公開され、2022年7月19日の2巻の発売日には村瀬歩が再びミハヤを演じるPVが公開、同PV内にて村瀬による新作ボイスムービーの製作告知も行われた。４巻発売前日の2023年8月17日のにはクリープハイプとコラボしたMVが公開された。
- 【CV:佐倉綾音ver.】『つれないほど青くて あざといくらいに赤い』1巻発売PV
- 【CV:村瀬歩ver.】『つれないほど青くて あざといくらいに赤い』1巻発売PV
- 「君も気になる？この中身」蠱惑の深淵LOVEストーリー『つれないほど青くて あざといくらいに赤い』2巻発売PV
- クリープハイプ -「キケンナアソビ」×「つれないほど青くて あざといくらいに赤い」【MMV】[4]

## 書誌情報
- tomomi 『つれないほど青くて あざといくらいに赤い』集英社 〈ヤングジャンプコミックス〉、既刊8巻（2025年5月19日現在）
  1. 2022年1月24日発行（2022年1月19日発売[5][2]）、ISBN 978-4-08-892191-4
  2. 2022年7月24日発行（2022年7月19日発売[6]）、ISBN 978-4-08-892377-2
  3. 2023年5月19日発売[7]、ISBN 978-4-08-892743-5
  4. 2023年8月18日発売[8]、ISBN 978-4-08-892794-7
  5. 2024年2月19日発売[9]、ISBN 978-4-08-893143-2
  6. 2024年11月19日発売[10]、ISBN 978-4-08-893513-3
  7. 2024年12月18日発売[11]、ISBN 978-4-08-893510-2
  8. 2025年5月19日発売[12]、ISBN 978-4-08-893732-8